# شوراهای اسلامی شهر و روستا
شوراهای اسلامی شهر و روستا شوراهایی هستند که در شهرها و روستاها ایران به‌طور جداگانه با رأی مردم همان حوزه انتخاب می‌شوند. شورای هر استان از نمایندگان منتخب شوراهای شهرستان‌های تابعه هر استان تشکیل می‌شود.
بر لزوم وجود شوراهای مختلف در قانون اساسی تصریح شده‌است، اما تدوین سازوکار اجرایی آن تا دولت اول خاتمی به تعویق افتاد. اولین دورهٔ انتخابات سراسری شوراهای اسلامی کشور در ۷ اسفند سال ۱۳۷۷ با استقبال زیاد مردم در بیش از ۴۰۰۰۰ حوزه انتخاباتی برگزار گردید و نهایتاً حدود ۲۰۰ هزار نفر از منتخبین مردم جهت اداره امور شهرها و روستاهای کشور به عنوان عضو شورای اسلامی شهر یا روستا برگزیده شدند.
شروع به کار شوراهای اسلامی از ۹ اردیبهشت سال ۱۳۷۸ و همزمان با پیام روح‌الله خمینی در خصوص شوراها و با صدور پیام ویژه‌ای از سوی خامنه‌ای آغاز گردید. این نهاد مردمی فعالیت‌های گسترده و مؤثری در کل کشور دارد.
دومین انتخابات شوراهای محلی در ۲۸ فوریه ۲۰۰۳ برگزار شد و میزان مشارکت پایینی (۴۹.۹۶٪) داشت که در مقایسه با اولین انتخابات (۶۴.۴۲٪) و همچنین انتخابات مجلس و ریاست‌جمهوری کمتر بود. چنین بی‌توجهی به انتخاباتی که واقعاً بر زندگی مردم تأثیر می‌گذارد، را می‌توان با مسائل سیاسی توضیح داد؛ از جمله ناامیدی مرتبط با نخستین دوره شوراها، به‌ویژه شورای شهر تهران، که به‌سرعت درگیر اختلافات و منازعات شدید سیاسی شد. در انتخابات شوراها در آذر ۱۳۸۵ (دسامبر ۲۰۰۶)، در مجموع ۱۰۹۵۳۶ عضو شورا برای ۱۰۱۶ شورای شهر، ۳۱۱۶۷ شورای روستا و ۵۲۲ شورای عشایری انتخاب شدند. تعداد نامزدهای زن در انتخابات محلی بسیار پایین بود، با وجود اینکه نامزدی برای زنان آزاد بود. در آخرین انتخابات، ۳٪ از نامزدها زن بودند.
انتخابات شورای شهر تنها انتخابات سراسری در کشور است که بدون نظارت شورای نگهبان برگزار می‌شود. بررسی و رسیدگی به صلاحیت داوطلبان انتخابات شوراهای اسلامی برعهده هیئت‌های اجرایی و نظارت بر انتخابات شوراهای اسلامی شهر و روستا است.
تعداد اعضای شورا براساس جمعیت هر شهر و روستا متفاوت است. این تعداد برای شوراهای روستا بین ۳ تا ۵ نفر و برای شوراهای شهر بین ۵ تا ۱۵ نفر متغیر است. شورای تهران دارای ۲۱ عضو است. تعداد محدود اعضای شورا، عملکرد شوراها را به‌ عنوان نهادهای مشارکتی دشوار می‌سازد. شورای عالی استان تنها شورای از نوع خود در قانون اداری و اساسی ایران است. شورای عالی استان که از نمایندگان شوراهای استانی تشکیل شده‌است (به طوری که هر استان یکی از اعضای خود را به آن می‌فرستد)، مجمعی منحصر به فرد است که نه شبیه سنا است و نه شبیه مجلس ملی. اگرچه در سطح ملی تشکیل می‌شود، اما فقط به امور محلی می پردازد. اصل ۱۰۲ قانون اساسی بیان می دارد که "شورای عالی استان حق دارد در حدود اختیارات خود، طرح‌هایی را تهیه و مستقیماً یا از طریق دولت به مجلس شورای اسلامی ارائه دهد. این طرح‌ها باید توسط مجلس مورد بررسی قرار گیرند"، بدین‌ترتیب اهمیت این شورا را در فرآیندهای تمرکززدایی ایران تثبیت می‌کند.

## پیش زمینه قانونی
فصل هفتم قانون اساسی ایران به شوراها اختصاص دارد. این فصل شامل اصول صدم تا صد و ششم قانون اساسی هستند:
اصل ۱۰۰: برای پیشبرد سریع برنامه‌های اجتماعی‏، اقتصادی‏، عمرانی‏، بهداشتی‏، فرهنگی‏، آموزشی و سایر امور رفاهی از طریق همکاری مردم با توجه به مقتضیات محلی‏، اداره امور هر روستا، بخش‏، شهر، شهرستان یا استان با نظارت شورایی به نام شورای ده‏، بخش‏، شهر، شهرستان یا استان صورت می‌گیرد که اعضای آن را مردم همان محل انتخاب می‌کنند. شرایط انتخاب‌کنندگان و انتخاب‌شوندگان و حدود وظایف و اختیارات و نحوه انتخاب و نظارت شوراهای مذکور و سلسله مراتب آنها را که باید با رعایت اصول وحدت ملی و تمامیت ارضی و نظام جمهوری اسلامی و تابعیت حکومت مرکزی باشد قانون معین می‌کند.
اصل ۱۰۱: به منظور جلوگیری از تبعیض و جلب همکاری در تهیه برنامه‌های عمرانی و رفاهی استانها و نظارت بر اجرای هماهنگ آنها، شورای‌عالی استانها مرکب از نمایندگان شوراهای استانها تشکیل می‌شود. نحوه تشکیل و وظایف این شورا را قانون معین می‌کند.
اصل ۱۰۲: شورای عالی استانها حق دارد در حدود وظایف خود طرحهایی تهیه و مستقیماً یا از طریق دولت به مجلس شورای اسلامی پیشنهاد کند. این طرحها باید در مجلس مورد بررسی قرار گیرد.
اصل ۱۰۳: استانداران‏، فرمانداران‏، بخشداران و سایر مقامات کشوری که از طرف دولت تعیین می‌شوند در حدود اختیارات شوراها ملزم به رعایت تصمیمات آنها هستند.
اصل ۱۰۴: به منظور تأمین قسط اسلامی و همکاری در تهیه برنامه‌ها و ایجاد هماهنگی در پیشرفت امور در واحدهای تولیدی‏، صنعتی و کشاورزی‏، شوراهایی مرکب از نمایندگان کارگران و دهقانان و دیگر کارکنان و مدیران‏، و در واحدهای آموزشی‏، اداری‏، خدماتی و مانند اینها شوراهایی مرکب از نمایندگان اعضا این واحدها تشکیل می‌شود. چگونگی تشکیل این شوراها و حدود وظایف و اختیارات آنها را قانون معین می‌کند.
اصل ۱۰۵: تصمیمات شوراها نباید مخالف موازین اسلام و قوانین کشور باشد.
اصل ۱۰۶: انحلال شوراها جز در صورت انحراف از وظایف قانونی ممکن نیست‏. مرجع تشخیص انحراف و ترتیب انحلال شوراها و طرز تشکیل مجدد آنها را قانون معین می‌کند. شورا در صورت اعتراض به انحلال حق دارد به دادگاه صالح شکایت کند و دادگاه موظف است خارج از نوبت به آن رسیدگی کند.
ماده 100 قانون اساسی ایران ساختارهای غیرمتمرکز، نام آنها و تعدادشان را مشخص می کند. قانون اساسی شوراهای روستا، شهر، شهرستان و استان و همچنین شورای عالی استان را فهرست می کند. اینها مقامات سرزمینی در سراسر کشور هستند که باید اطمینان حاصل کنند که الزامات تعیین شده خود را برآورده می کنند. قانون 1375 (1996) یک شورای دیگر را اضافه کرد که با متن قانون اساسی مطابقت نداشت: شورای شهر کوچک. این شوراها هرگز در عمل تأسیس نشدند و در شهریور 1382 (سپتامبر 2003) از طریق بازنگری حذف شدند. همه شوراها به دو دسته تقسیم می شوند: شوراهای کوچک، که شامل شوراهای روستا، شهر و عشایری می شوند؛ و شوراهای بزرگ، که شامل شوراهای شهرستان و استان و شورای عالی استان می شوند. این تمایز بر اساس روش های آموزش و صلاحیت های شورا است. در قانون ایران، حق رای عمومی محدود به انتخاب شوراهای کوچک است. شوراهای بزرگ از طریق رای گیری غیرمستقیم تعیین می شوند که شامل افراد منتخب توسط مقامات تصمیم گیری مستقیماً زیر آنها می شود.

## دوره‌ها
از سال ۱۳۷۷ تاکنون شش دوره انتخابات شهر و روستا برگزار شده و دوره‌های زیر تشکیل یافته‌است:
- دورهٔ اول: ۱۳۷۸–۱۳۸۲
- دورهٔ دوم: ۱۳۸۲–۱۳۸۶
- دورهٔ سوم: ۱۳۸۶–۱۳۹۲
- دورهٔ چهارم: ۱۳۹۲–۱۳۹۶
- دورهٔ پنجم: ۱۳۹۶–۱۴۰۰
- دورهٔ ششم: ۱۴۰۰–۱۴۰۵

## فهرست
رده:شوراهای اسلامی شهر و روستا

## پی‌نوشت و منبع‌ها
1. ↑  «مجموعه قوانین و مقررات شوراهای اسلامی شهر و روستا». پورتال وزارت کشور. بایگانی‌شده از اصلی در ۲۲ آوریل ۲۰۱۷. دریافت‌شده در ۳۰ مارس. مؤلف مقاله محمد رضا مرادی نسیم شهر روستای همدانک ۲۰۱۷. تاریخ وارد شده در |تاریخ بازدید= را بررسی کنید (کمک)
2. ↑  «:. شورای عالی استانها». شورای عالی استانها. دریافت‌شده در ۲۰۱۵-۰۹-۲۰.
3. 1 2 3  https://www.gold.uclg.org/sites/default/files/Iran_0.pdf
4. ↑  «از تخلف تا خودکشی در انتخابات شورای شهر!». تسنیم.
5. ↑  «صلاحیت کاندیداهای بیشمار شورای شهر را چه کسانی بررسی می‌کنند؟». آفتاب. دریافت‌شده در ۲۰۱۷-۰۴-۲۲.
6. ↑  «اعلام نتایج بررسی صلاحیت نامزدهای انتخابات شوراها». رادیوفردا. دریافت‌شده در ۲۰۱۷-۰۴-۲۲.
7. ↑  «قانون اساسی جمهوری اسلامی ایران - فصل هفتم: شوراها اصل 100 الی 106». مرکز پژوهشها. ۲۰۱۵-۰۵-۰۵. بایگانی‌شده از اصلی در ۴ سپتامبر ۲۰۱۵. دریافت‌شده در ۲۰۱۵-۰۹-۲۰.

- نگاهی به تاریخچه شوراهای اسلامی شهر و روستا